# Okrajno sodišče v Idriji
Okrajno sodišče v Idriji je okrajno sodišče Republike Slovenije s sedežem v Idriji, ki spada pod Okrožno sodišče v Novi Gorici Višjega sodišča v Kopru. Trenutna predsednica (2021) je Julijana Mlakar.